# 上野原地新田
上野原地新田（うえのはらちしんでん）は、茨城県桜川市の地名。長谷川大紋元参議院議員の所有するうら筑波観光開発により、上野沼（新池）を中心に上の原リゾートとして整備されている。

## 地理

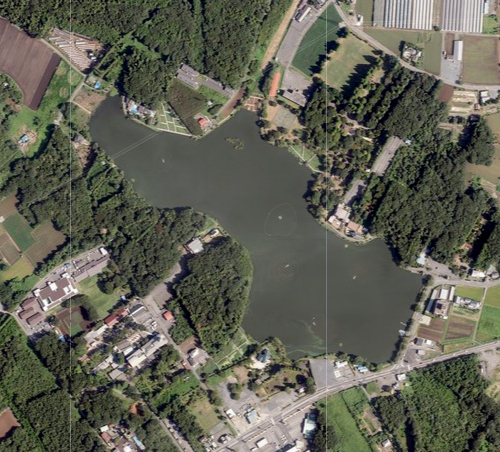
上野沼航空写真

桜川市の西端部、筑西市（旧協和町）との境に位置している。

## 施設・名所

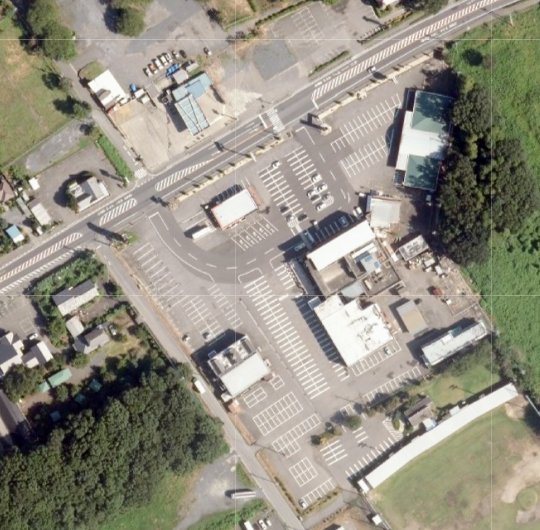
U-CITYつくば

### 余暇施設
- 上野沼
- 上野沼やすらぎの里（キャンプ場）
- 上野沼遊歩道
- アジア下館カントリークラブ
- ホテルテン
- 上野原公園広場
- 湖畔閣（結婚式場）
- 貸しボート ※釣りはボート上のみ可能

### 商業施設
- U-CITYつくば（裏筑波ドライブイン）
  - ローソン
  - ゆららの湯
  - グラスデイ
  - ラーメン山岡家 岩瀬店
  - 麺屋まる九食堂
- 壱番亭 岩瀬総本店
- 山田うどん食堂 岩瀬店
- ENEOS上野原給油所
- ENEOS50号桜川筑西インターSS

### 医療施設
- 上の原病院
  - 上の原学園
  - 特別養護老人ホーム上の原

### その他
- 町営上野原駐車場
- 上野沼揚水機場
- ワイズツーリスト（西茨城観光バス）

## 歴史
当地は古くは小敷三郷村と称し、「寛文朱印留」に笠間藩井上氏領として村名が載るが、その後の経緯は不明。元禄期以降に当地の開拓が進み、村名も上野原新田となり、天領となる。
昭和時代には長谷川バラ園（上野沼バラ園）が存在し、観覧車も営業していた。
- 江戸時代初期（1680年）- 灌漑用として上野沼が完成
- 1889年（明治22年）4月1日 - 町村制の施行により周辺14箇村と合併し、西那珂村となる。
- 1955年（昭和30年） - 岩瀬町（元・西那珂村）、北那珂村、東那珂村が合併し、岩瀬町となる。三那珂合併と呼ばれる[誰によって?]。
- 2005年（平成17年） - 新設合併により桜川市となる。

## 世帯数と人口
2021年（令和3年）4月1日現在の世帯数と人口は以下の通り。
| 大字・丁目 | 世帯数 | 人口  |
| ---------- | ------ | ----- |
| 上の原     | 45世帯 | 101人 |
| 計         | 45世帯 | 101人 |

## 小・中学校の学区
市立小・中学校に通う場合、全域が桜川市立坂戸小学校、桜川市立岩瀬西中学校の学区となる。

## 交通

### バス
- 巡回ワゴン「ヤマザクラGOミニ」（西茨城観光バス受託路線）
  - 各地区 - 岩瀬市街地 - 岩瀬駅 - 桜川市役所岩瀬庁舎

### 道路
- 国道50号
- 茨城県道216号岩瀬二宮線